# 石川健二
石川健二（日语： Ishikawa Kenji，1946年1月10日—），日本前男子游泳运动员。他曾获得2枚亚洲运动会游泳比赛男子100米蛙泳金牌，还参加了1964年夏季奥运会上男子4×100米混合泳接力赛，最终排名第5。